# 내곡동 (서울)

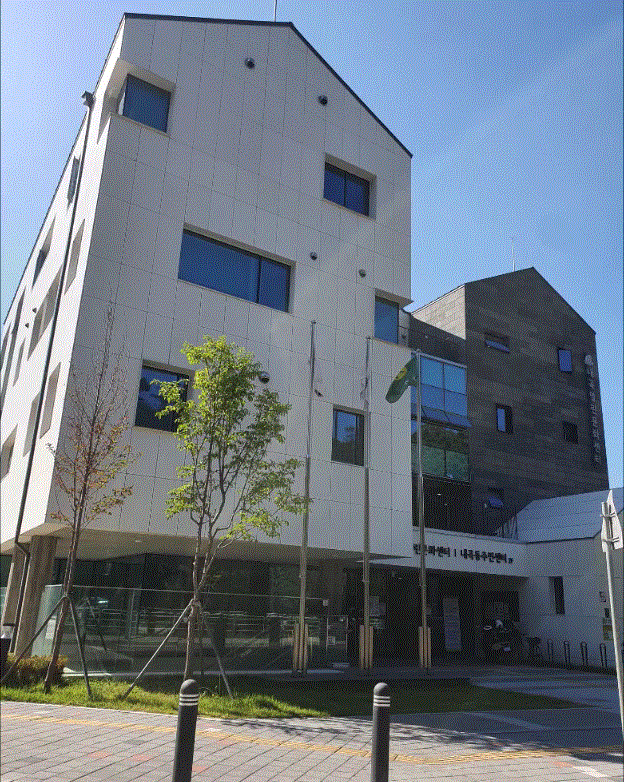
내곡동주민센터

내곡동(內谷洞)은 서울특별시 서초구에 있는 동이다. 법정동의 내곡동, 염곡동(廉谷洞), 신원동(新院洞)을 관할한다.

## 역사
내곡동은 옛 언주면의 일부로서 본촌의 안쪽에 위치하고 있으므로 ‘안골’, ‘안말’로 불리던 것이 한자로 내곡동이라 된 것이다. 위치는 서초구 구룡산자락이다. 성남시와 분계되는 인릉산 사이에 형성된 분지에 자리잡고 있다. 현재 안골을 위시하여 헌능말, 샘마을, 능안마을, 신흥마을 등의 자연부락이 산재해 있다. 조선시대에는 이 곳에 헌인릉이 있어 주택이 들어설 수 없었으며, 수목이 울창하여 호랑이·여우 등의 짐승이 출몰하던 지역이었다. 내곡동은 처음 경주김씨가 안골에 정착하였다.

내곡동을 둘러 싸고 있는 산은 서초구 구룡산이며, 앞에는 성남시와의 경계를 이루고 있는 인능산으로, 내곡동 구룡산기슭에 세종대왕이 묻힌 영릉(英陵)이 있었으나, 1469년(예종 1년)에 여주로 천장(遷葬)하였다.내곡동 산 13-1번지에 헌릉·인릉이 자리잡고 있다.

## 특징
구룡산 자락에 영릉(세종대왕초장지)묘역을 조성하기 위해 구룡산과 앞산을 연결하는 공사를 하여, 계곡바람과 계곡물을 돌리는 인위적으로 만든 언덕인 "작고개"와 인릉·헌릉 사이 내곡동에 있던 헌능말이 있다.

## 연혁
- 조선  : 경기도 광주군 언주면 내곡동
- 일제강점기 : 1914년 경기도 광주군 언주면 내곡리
- 1963년 : 서울특별시 성동구  편입 내곡동, 언주출장소 탑곡동사무소(염곡동 장승꽂이)
- 1973년 : 서울특별시 영동출장소 관할 내곡동
- 1975년 : 서울특별시 성동구에서 분리, 신설된 강남구 내곡동
- 1988년 : 서울특별시 강남구에서 분리, 신설된 서초구 내곡동

## 교통
- 신분당선 청계산입구역
- 염곡동공영차고지

## 교육
- 서울언남초등학교
- 내곡중학교

## 아파트
- 포스코이앤씨 서초 더샵 포레 : 2014년 8월

## 등산로
- 구룡산 내곡등산로 : 헌릉로 SK셀프 퍼스트파크주유소.
- 구룡산 염곡동 탑성마을등산로 : 헌릉로 염곡동 염곡IC 탑성마을 버스정거장.

## 같이 보기
- 구룡산
- 서울특별시어린이병원
- 헌릉.인릉(사적 제194호)